# Pfarrkirche Nauders

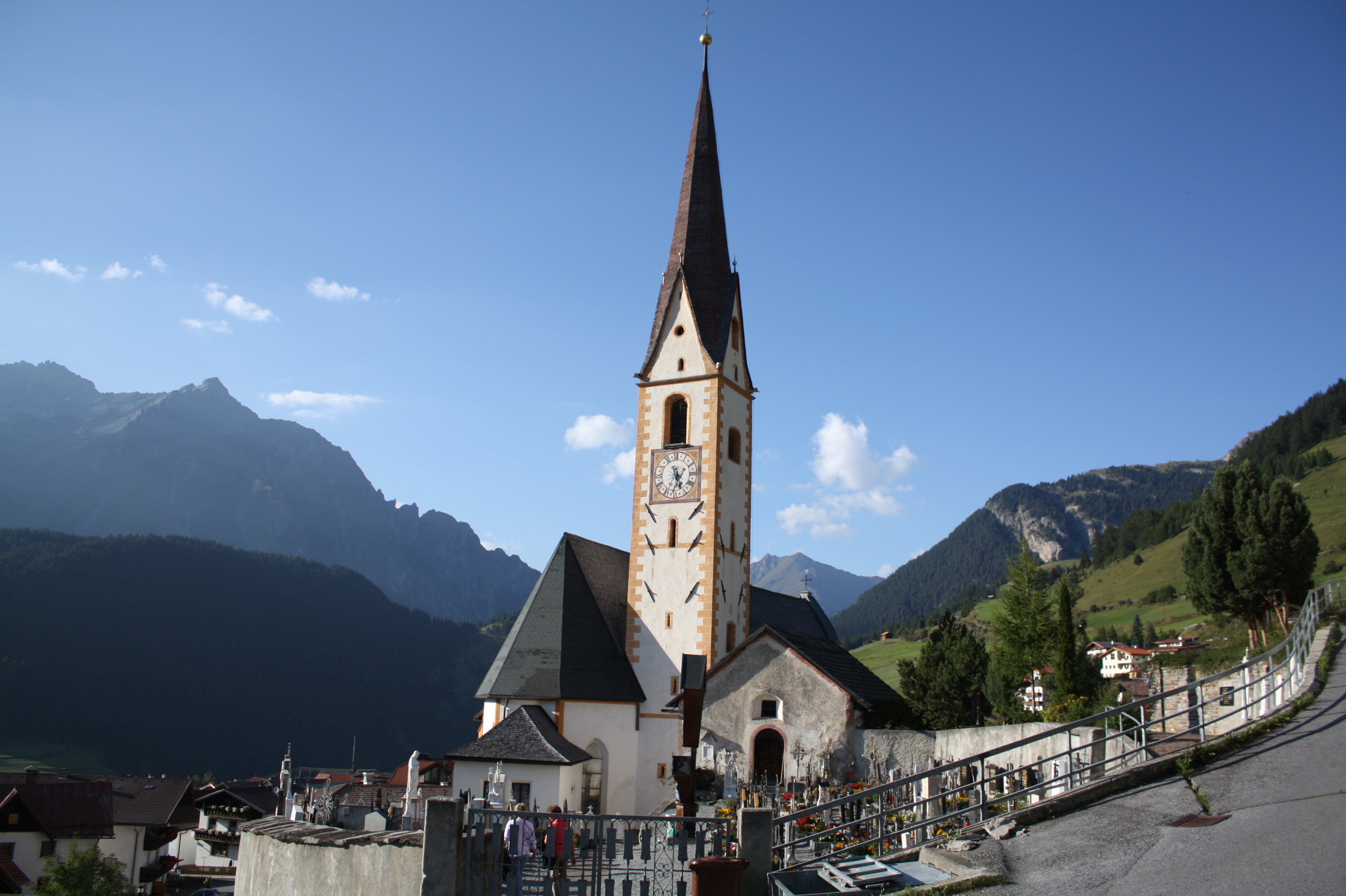
Katholische Pfarrkirche hl. Valentin in Nauders

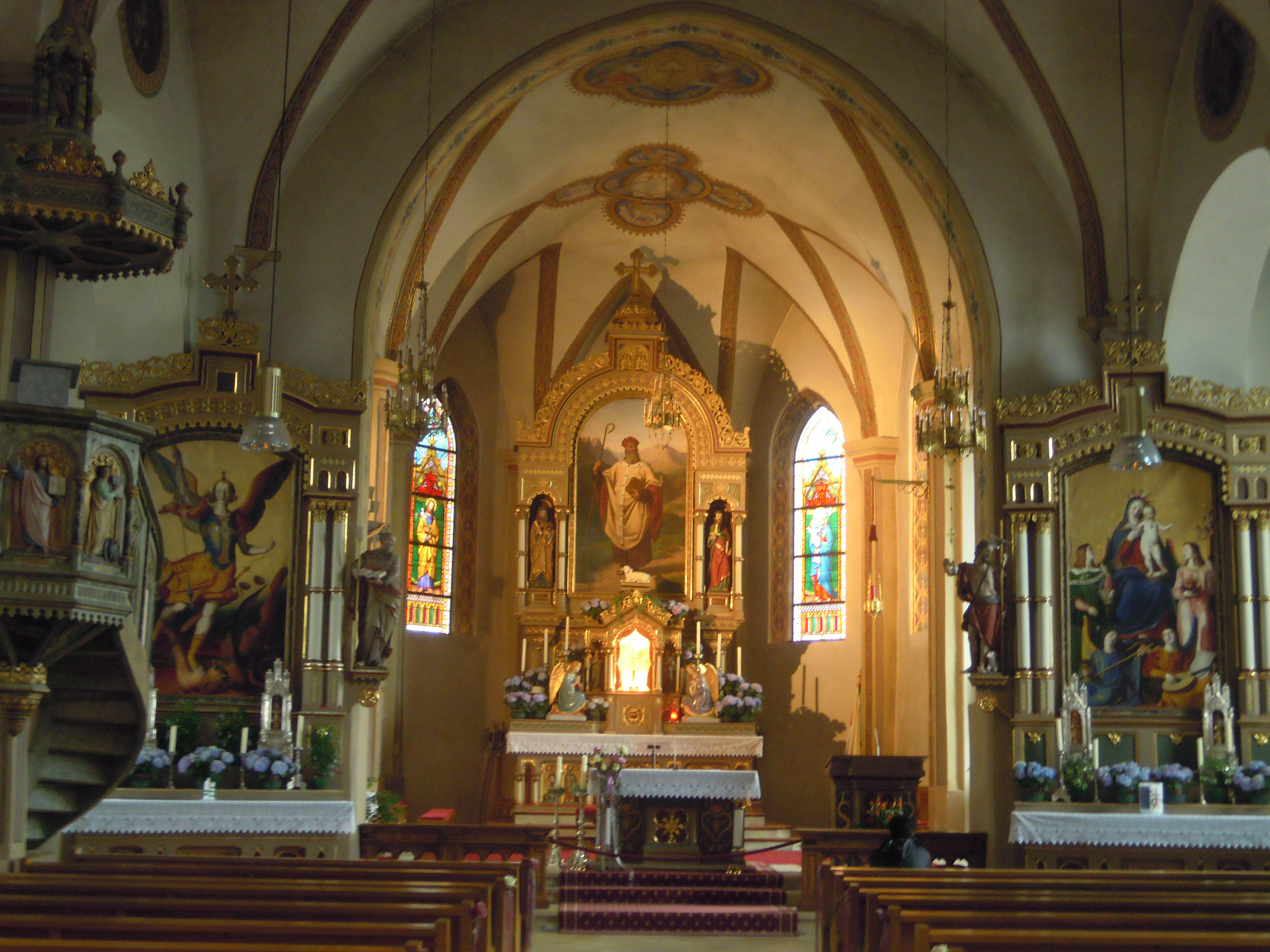
Altarraum

Die Pfarrkirche Nauders steht in der Gemeinde Nauders im Bezirk Landeck im Bundesland Tirol. Die auf den Heiligen Valentin von Terni geweihte römisch-katholische Pfarrkirche  gehört zum Dekanat Prutz in der Diözese Innsbruck. Die Kirche steht unter Denkmalschutz (Listeneintrag).

## Geschichte
Im Jahre 1093 wurde eine Kirche geweiht und 1152 als Pfarrkirche genannt. Der spätgotische Kirchenbau wurde 1512 erbaut. Das Langhaus wurde 1830 in Stil des Barock stark erweitert und die Kirche 1832 neu geweiht. Innenrenovierungen waren von 1867 bis 1872 und 1935.

## Architektur
Die erhöht am östlichen Dorfrand von Nauders stehende im Kern spätgotische Kirche ist von einem Friedhof umgeben. Spätgotisch erhalten sind der eingezogene Chor mit Dreiecklisenen, der bergseitige Kirchturm und die im Süden angebaute zweigeschoßige Sakristei.
Das fünfachsige Langhaus mit Pilastergliederung über einem hohen Sockel hat Rundbogenfenster. Das umlaufende Dachgesims ist von Fenstern durchbrochen. Die Fassade im Norden hat einen geschweiften Giebel und ein hohes Rundbogenportal mit Pilastern und eine barocke Nischenfigur Gottvater und Statuen auf seitlich am Giebelfuß. An der Kirche ist ein Grabstein mit 1598 bezeichnet und ein Grabstein für Jacob Miterhofer, gestorben 1628 und mit 1617 bezeichnet.
Das spätgotische Langhaus wurde 1830 barock stark erweitert. An das tiefe Emporenjoch mit zwei Emporen schließen drei im Mauerwerk spätgotische Langhausjoche an, wobei durch den 1830 breiter angelegten Bau seitlich seitenschiffartige Gänge errichtet wurden. Die ehemaligen Langhauswände wurden rundbogig durchbrochen und die ehemaligen spätgotischen Gewölberippen und Gewölbedienste entfernt. Der Triumphbogen ist rundbogig. Der einjochige Chor mit Fünfachtelschluss hat gotische Dienste und ein Stichkappengewölbe.
Die Gewölbemalerei Verkündigung im Chor malte 1935 der Maler Ludwig Sturm. Die Fresken Anbetung der Hirten, Kreuzigung und Auferstehung und seitlich Medaillons mit der Darstellung von Heiligen malte 1870 der Maler Johann Kärle mit seinem Bruder Stephan Kärle. Die Verglasungen mit zum Teil figuralen Darstellungen wurden von 1870 bis zum Ende des 19. Jahrhunderts geschaffen.

## Ausstattung
Der frühhistoristische Hochaltar zeigt ein Altarblatt Valentin von Terni vom Maler Karl Blaas (1863) und trägt die Statuen Petrus und Paulus und am Antependium Relieffiguren der vier Evangelisten.
Der linke Choraltar trägt die spätgotischen Figuren Johannes, Maria und Leonhard um 1500. Das Predellenrelief Beweinung Christi um 1525 wurde der Werkstatt Jörg Lederer zugeschrieben. Der rechte Choraltar trägt die spätgotischen Figuren Christopherus, Michael und Sebastian um 1510 unter Baldachinen. Die Flügel des Altares befinden sich im Tiroler Landesmuseum. Das Kruzifix im Chor ist aus dem 17. Jahrhundert. Die neugotischen Figuren Katharina und Barbara stammen aus dem 19. Jahrhundert.
Die linke Seitenaltar zeigt das Altarbild Rosenkranzmaria, gemalt 1843 vom Maler Franz Stecher, und trägt die Statuen Joachim und Anna. Der rechte Seitenaltar zeigt das Altarbild hl. Michael von Stecher und trägt die Statuen Johannes der Täufer und Johannes Evangelist.
Die neugotische Kanzel trägt Evangelistenreliefs. Der Taufstein ist neugotisch. Es gibt zwei Bilder Anna und Maria aus der zweiten Hälfte des 18. Jahrhunderts.
Die Orgel von Andreas Mauracher aus 1812 ist mit Gehäuse und Rückpositiv und Teilen des Pfeifenwerkes erhalten. 1868 baute Josef Sies ein neues Orgelwerk.

## Glocken
Das Geläut der Pfarrkirche von Nauders umfasst vier Glocken. Die erste Glocke goss 1533 Alexander Löffler, die andere Glocke wurde von Christoph Löffler im Jahre 1571 angeschafft. Zur Ergänzung wurden 1924 zwei weitere Glocken von der Glockengießerei Grassmayr aus Innsbruck gegossen.